# کمرون (لوئیزیانا)
کمرون (به انگلیسی: Cameron) شهری در ایالت لوئیزیانا کشور ایالات متحده آمریکا است که جمعیت آن در سرشماری سال ۲۰۱۰ میلادی، ۴۰۶ نفر بوده‌است.